# علاج بالنحل

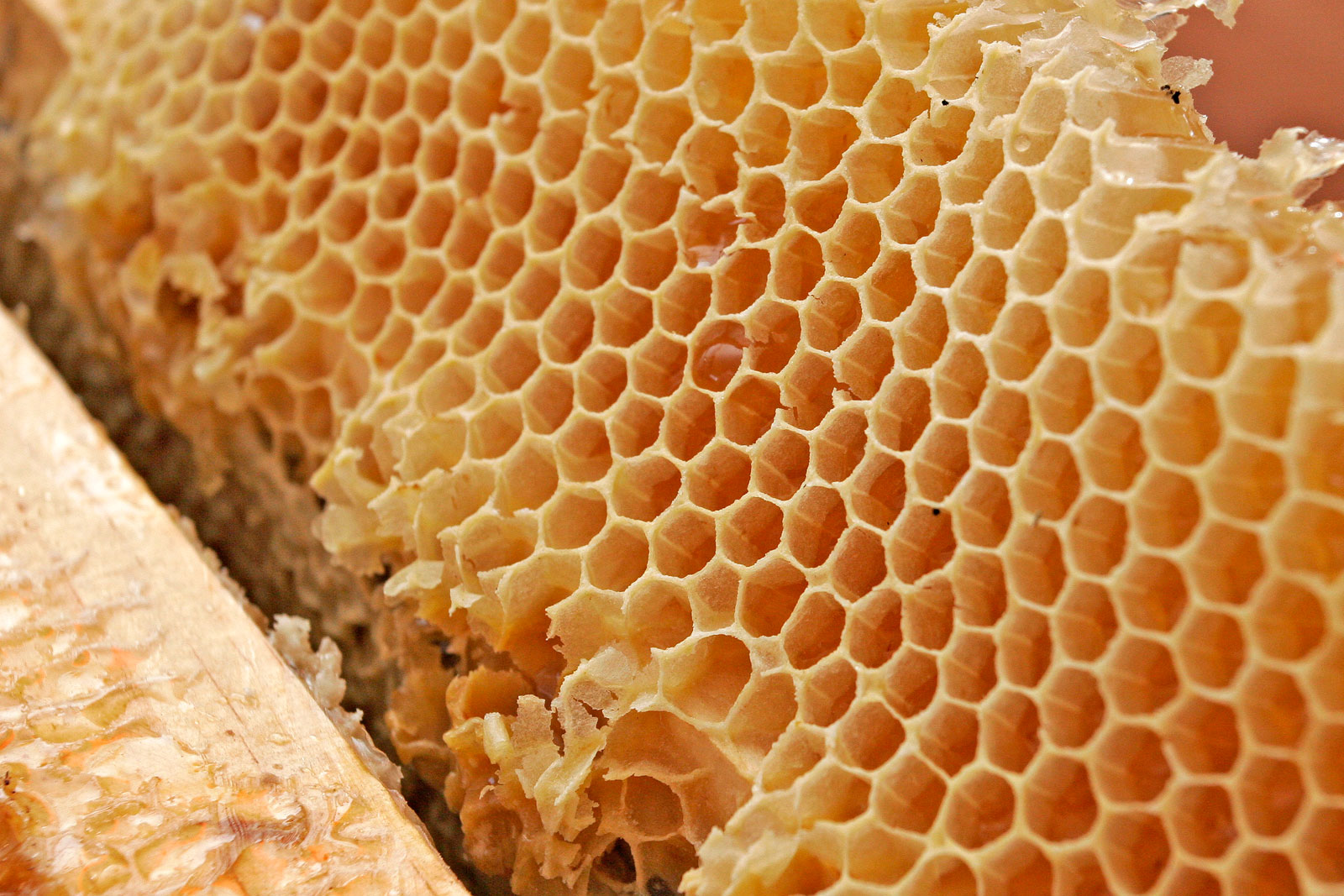
خلية النحل

العلاج بالنحل (بالإنجليزية: Apitherapy)‏ أو بأشربة ألنحل وهو الاستعمال الطبي لمنتجات عسل النحل.
والذي يمكن أن يشمل ذلك استخدام حبوب اللقاح والعسل والعكبر أو يسمى البروبوليس والهلام الملكي، وسم النحل.
معظم طرق علاج النحل لم تثبت للمعايير العلمية والطب القائم على الأدلة هي في الطبيعة. وقد اقترحت مجموعة واسعة من الحالات والأمراض التي كتبها المؤمنين بهذا العلاج كمرشحين لذلك، فإن معظم العلاجات المعروفة التي تستخدم سم النحل تجري لعلاج أمراض المناعة الذاتية والتصلب المتعدد وضمور المخ ويجب الحرص قبل البدء في العلاج على الكشف على الحساسية المفرطة خاصة من سم النحل.
العلاج بالنحل هو استعمال منتجات النحل:(العسل – الغذاء الملكي – سم النحل – صمغ النحل - حبوب اللقاح أو خبز النحل – الشمع – النحل «اليرقات أو مسحوق النحل») للوقاية والعلاج وتحسين الحالة الصحية.
أصل الكلمة اللاتينية Api مأخوذ من الاسم العلمي لنحل العسل باللغة اللاتينية حيث أنه ذكـر إسمان لنحل العسل باللغة اللاتينية وهما:
1-	الاسم القديم Apis mellifeca ويعني النحلة الحاملة للعسل،
2-	الاسم الحديث Apis mellifera وتعني النحل الصانع للعسل.
أن الفرق هو تغيير حرف ال C بحرف ال R إلا أن الفرق اختلف كثيراً حيث أصبح الاسم الأخير هو الشائع لأنه وجد أن النحل يضيف للعسل انزيمات ويجفف الرطوبة........ الخ وبالتالي هو يصنع العسل وليس يحمله فقط جاهزاً إلى خليته.
و Therapy بمعنى: طريقة علاج البشر والحيوانات من مختلف أنواع الأمراض، ومن ثم تم أخذ الثلاثة أحرف الأولى من كلمة Apis لتعبر عن النحل في معظم المصطلحات ومن أهمها العلاج بالنحل ومنتجاته Apitherapy.
العلاج بالنحل ليس فقط طريقة علاجية مبسطة، فهو نوع محايد من علم الطب. يمكننا كذلك أن نسميه "Apimedecine " لأن العلاج بالنحل هو علم له قاعدة علمية قوية من الابحاث وتراكم من التجارب تكمن بعمقها العديد من الغرائب والأسرار.
و قد يُسأل «هل العلاج بالنحل هو ممارسة خطرة؟»

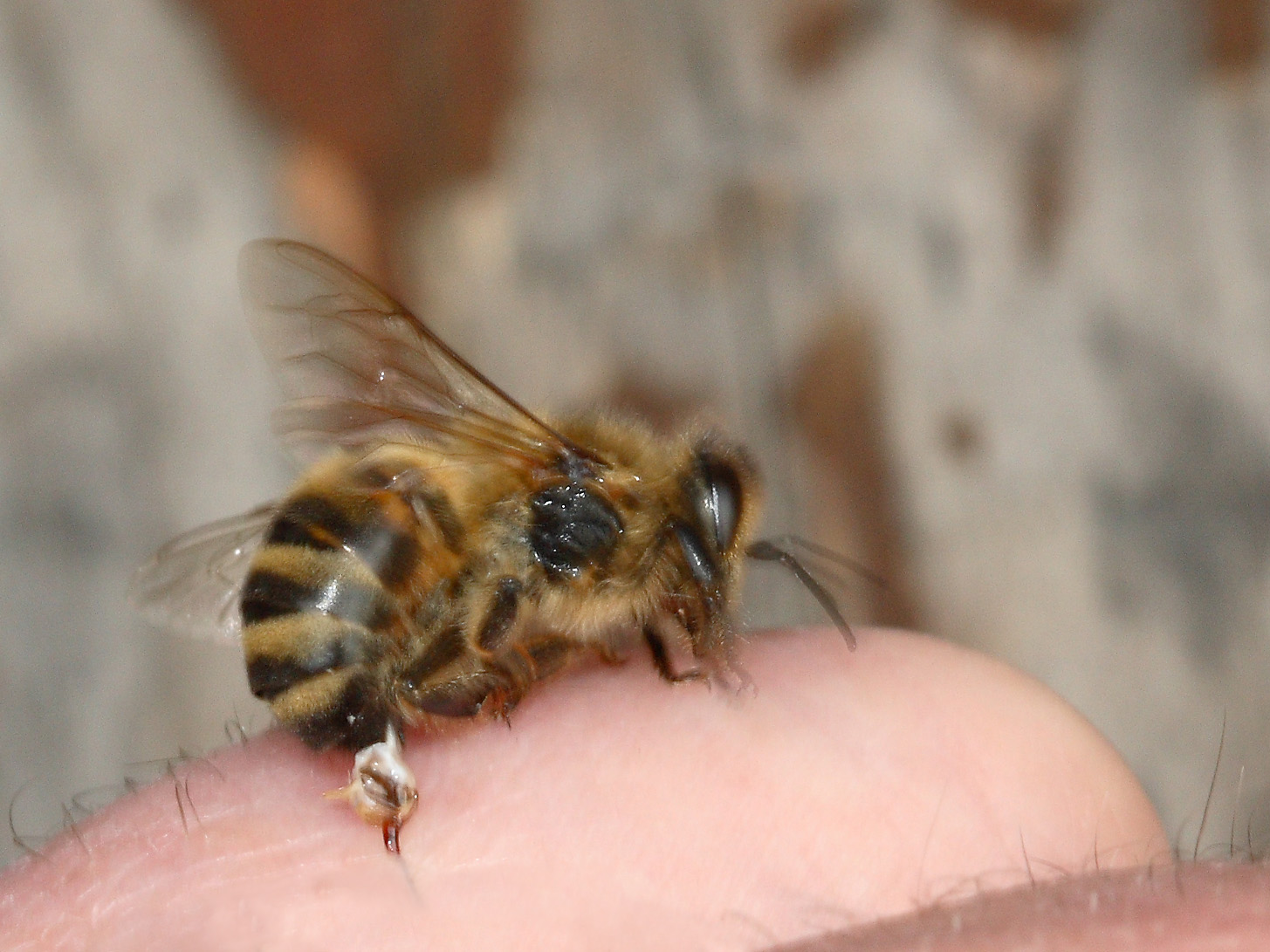
عند لسعة النحلة تشابك الإبرة بجلد الإنسان وتفقد معها جهاز اللدغ ثم تموت.

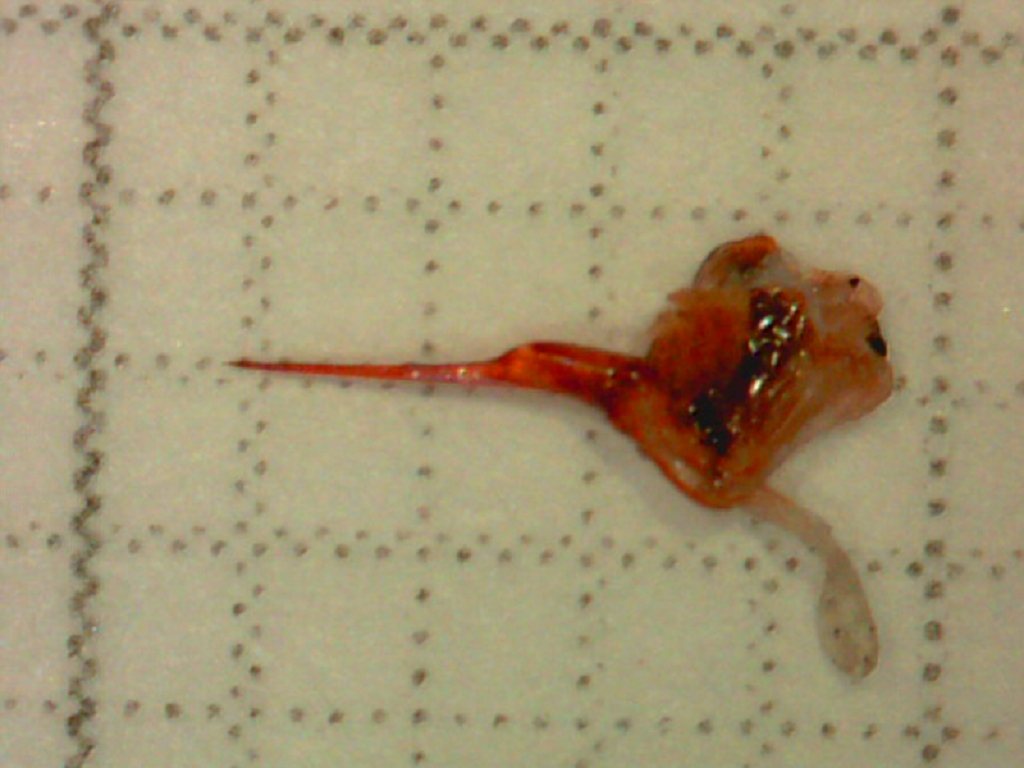
أبرة النحلة وجهاز اللدغ.

الإجابة ببساطة هي«لا» مع بعض الاستثناءات والتحفظات، ولماذا «لا» لأن:
- العسل، الطلع، العكبر، خبز النحل، الهلام الملكي، يرقات النحل تستهلك في أغلب بلدان العالم كمواد غذائية أو مكملات غذائية مستهلكة وبكميات عظيمة كخبزنا اليومي والحليب والأغذية أخرى.
- منتجات النحل وبالأخص العسل معروفة جداً منذ العصور الغابرة بالحضارة البشرية جميع المحفوظات الدينية مثل القرآن، الإنجيل وRig Veda تتحدث مراراً حول النحل وتصفها عل أنها مخلوقات بالغة الأهمية في حياتنا البشرية كما سيأتي لا حقاً.
- خلال 120.000 السنة الأخيرة استعملت منتجات النحل على الأقل وبكميات كبيرة دون أن تسبب أي معضلة لأي مخلوق على وجه الأرض.
- الأمم الطبية لعصرنا الحالي تنصح بإستبدال المواد الغذائية المتنوعة مثل السكر بالعسل أو المصادر الحيوانية للبروتينات (مثل اللحم) بالخضروات (الطلع، الفاصولياء، البزلاء، الفطر) إلخ.
- دراسات طبية أوضحت بأن 98 % من الأشخاص الذين يستعملون منتجات النحل لا يظهرون أي ردود جانبية أو حساسية.

لماذا «مع بعض الاستثناءات» ؟
- بسبب كثرة المواد الكيميائية التي تلوث الغذاء، الماء والهواء، الآليات البايوكيميائية العميقة والمهمة للحفاظ على توازن الداخلي التي تهاجم بقوة، هذا «العنف» الكيميائي المرتبط بارتفاع القلق النفسي (العائلي، الاجتماعي والمهني) وغيرها من العوامل (الوظائف الجسدية، الموروثات...الخ) كل هذه مؤثرات تدفع بالجسم إلى ردود تسمى «حساسيات» يمكنها أن تتأثر سلبيا ًبمنتوجات النحل كذلك، يمكنها تطوير حساسيات للطلع، العسل، العكبر... إلخ
- من 1 إلى 2 % من منتوجات النحل يمكنها أن تثير حساسيات لمنتجات النحل.

وفي حالات نادرة قد تكون قاتلة.
إذا ربطنا بين الحالات السلبية السابقة المحتملة في العلاج بالنحل مع رد الفعل الفطري والغريزي تجاه قرصة النحل للإنسان يمكننا الفهم بكل سهولة بأن السلطات المحلية تتصرف بكل تحفظ حيال طرقنا في العلاج.
وحدها معرفة عميقة لأسلوب عيش النحل وأهميته للطبيعة ككل وللصحة البشرية والحيوانية يمكنها أن تقلص الخوف وردات الفعل الرسمية والمفرطة التي تحدث دائماً.

## اقرأ أيضا
- نحلة العسل
- نحل